# Барбире-сюр-Уш
Барбире́-сюр-Уш (фр. Barbirey-sur-Ouche) — коммуна во Франции, находится в регионе Бургундия. Департамент коммуны — Кот-д’Ор. Входит в состав кантона Сомбернон. Округ коммуны — Дижон.
Код INSEE коммуны — 21045.

## Население
Население коммуны на 2010 год составляло 266 человек.
| 1962 | 1968 | 1975 | 1982 | 1990 | 1999 | 2010 |
| ---- | ---- | ---- | ---- | ---- | ---- | ---- |
| 137  | 124  | 108  | 140  | 177  | 224  | 266  |

## Экономика
В 2010 году среди 182 человек трудоспособного возраста (15—64 лет) 138 были экономически активными, 44 — неактивными (показатель активности — 75,8 %, в 1999 году было 71,9 %). Из 138 активных жителей работали 132 человека (76 мужчин и 56 женщин), безработных было 6 (2 мужчин и 4 женщины). Среди 44 неактивных 14 человек были учениками или студентами, 20 — пенсионерами, 10 были неактивными по другим причинам.